# Laser Quest
Le Laser Quest est une franchise de Jeu laser originaire du Royaume-Uni. Son siège est implanté au Canada, et le jeu a été importé dans plusieurs pays : aux États-Unis, en France, aux Pays-Bas, en Espagne et au Portugal. Il existe plus de 140 centres Laser Quest dans le monde, dont 36 en France Métropolitaine et 1 sur l'île de la Réunion. Les joueurs sont équipés d'un pistolet laser infrarouge et d'un gilet pourvu de capteurs lumineux, et s'affrontent dans un labyrinthe cherchant généralement à recréer une ambiance futuriste.

## Le Jeu
L'objectif du joueur est de mettre un maximum de touches à ses adversaires et d'éviter de prendre lui-même des touches, afin de réaliser un score aussi élevé que possible. Les joueurs sont pour cela équipés d'un pistolet laser infrarouge et d'un gilet pourvu de capteurs infrarouges lumineux. Lorsqu'un équipement prend une touche adverse, il est désactivé pendant 5 secondes au cours desquelles le joueur ne peut plus tirer ni être touché. Les parties de Laser Quest ont lieu en intérieur, dans un labyrinthe doté de plusieurs niveaux et pourvu de parois avec visières, de barils, de passerelles, et d'une ou plusieurs arènes. Ces zones de jeu sont éclairées à la lumière noire et par des lumières colorées, les surfaces sont peintes avec des peintures réactives aux rayonnements ultraviolets, et le labyrinthe est généralement agrémenté de fumée afin de recréer une ambiance de Science-Fiction. Une partie classique de Laser Quest dure 20 minutes et les joueurs sont ou répartis en équipes, ou en solo. Le jeu connaît cependant des variantes à l'occasion de parties scénarisées, de duels, d'entraînements et de compétitions.
Il y a différents mode de jeu, comme celui qui consiste à être solo et toucher le plus de personnes ou en équipe

## Les Règles
Chaque centre de Laser Quest demande à ses joueurs de suivre certaines règles afin d'assurer le bon déroulement d'une partie. Il est notamment interdit de courir, de sauter, de se jeter à terre, de ramper, d'avoir des contacts physiques avec d'autres joueurs, de s'insulter, et de cacher ses capteurs avec ses mains ou en enlevant son gilet. Un règlement plus élaboré s'applique lors dès compétitions, et le bon déroulement des parties est assuré par la présence de marshalls (arbitres).

## Les Équipements
Chaque centre de Laser Quest est doté d'une trentaine ou d'une quarantaine de packs, également appelés gilets. Sur chaque pack, des capteurs infrarouges accompagnés de LEDs colorées sont disposés au niveau du ventre, du dos, des deux épaules et du pistolet. Ces capteurs sont sensibles aux tirs infrarouges des pistolets. Les LEDs indiquent non seulement l'emplacement des capteurs, mais aussi, par leur couleur, à quelle équipe appartient le joueur. Capteurs et LEDs sont recouverts des coques en plastique rigide. Les pistolets sont tous reliés à un pack, et sont également dotés de capteurs localisés à l'avant et sur les côtés. Appuyer sur la détente permet de déclencher simultanément un tir infrarouge invisible (auquel les capteurs sont sensibles) et un tir laser (qui permet au joueur de viser). À l'arrière du pistolet, un écran affiche quelques informations à chaque fois que le joueur est touché : le pseudonyme de l'adversaire qui lui a mis la touche, quel est le capteur qui a été touché, et enfin le rang actuel du joueur.
Les centres de Laser Quest ont adopté, successivement, plusieurs générations d'équipements :
- Le R16 : ces packs étaient uniquement dotés de capteurs sur le ventre sur le dos , à l'avant et les côtés du pistolet, et pouvaient être dotés de deux pistolets. Ils ne sont plus utilisés aujourd'hui ;
- Le LQX : c'est le système qui est le plus répandu aujourd'hui. Il permet d'établir jusqu'à trois équipes (rouge, vert, mixte), et les packs possèdent des capteurs sur le ventre, le dos, les épaules et le pistolet ;
- Le Kobalt : c'est le tout dernier système, qui est de plus en plus répandu. Il permet de créer jusqu'à quatre équipes (rouge, bleu, mixte, violet), et les capteurs restent les mêmes que pour les LQX.

## Le Scoring
Les joueurs de Laser Quest gagnent 10 points à chaque fois qu'ils mettent une touche à un joueur adverse. À chaque fois qu'ils prennent une touche adverse, ils perdent des points en fonction du capteur qui a été touché, selon le barème suivant :
- Laser: -3 points
- Épaules: -3 points
- Dos: -4 points
- Face: -5 points

Les joueurs peuvent recevoir des points bonus grâce à leur ratio. Le ratio reflète la précision du joueur : il s'agit du pourcentage de tirs réussis par rapport au nombre total de tirs effectués par le joueur au cours de la partie. Pour chaque 1 % de ratio, le joueur gagne 10 points supplémentaires. Ainsi, si un joueur réalise un ratio de 10 %, il remportera 100 points supplémentaires. Cependant, dans une partie standard, ce bonus ne peut excéder les 100 points, ce qui représente beaucoup moins que les 1000 points théoriques que pourraient créditer un ratio de 100 %. Ceci permet d'éviter l'éventualité que des joueurs réalisent un score de 1000 points en se contentant de ne tirer qu'une seule fois de la partie. Puisqu'il est possible de toucher plusieurs joueurs avec un seul tir, il est possible que le ratio d'un joueur excède les 100 %.
Dans les parties en équipe, le score d'équipe correspond à la somme des scores de chaque joueur de l'équipe.
À la fin d'une partie, le classement des joueurs et leurs scores sont affichés sur un écran. Des fiches de scores sont également distribuées aux joueurs. Elles récapitulent toutes les informations sur la partie et sur le joueur :
La Partie
- La date et l'heure de la partie
- La durée de la partie
- Le type de jeu (solo, équipe, tournoi, highlander...)
- Le nombre total de joueurs
- Les scores de chaque équipe

Le Joueur
- Son pseudo
- Son rang
- Son score
- Son nombre de tirs
- Son ratio

Les Tirs Réussis du Joueur
La liste des joueurs adverses touchés, avec le nombre de points effectués sur chacun d'entre eux, le détail du nombre de touches réussies sur chacun de leur capteur, le total de touches mises sur chaque type de capteur et le total de points effectué sur tous les joueurs est indiquée sur la partie gauche des fiches de scores.
Les Tirs Reçus du Joueur
La liste des adversaires qui ont mis des touches au joueur, avec le nombre de points que chacun d'entre eux lui fait perdre, le détail du nombre touches mises par chacun d'entre eux sur chacun des capteurs du joueur, le total des touches prises par capteur, et le total de points perdus est indiqué sur la partie droite des fiches de scores.

## Les Variables du Jeu
Plusieurs variables peuvent être programmées de différentes manières. Elles permettent ainsi de créer une infinité de modes de jeux différents. Ces variables transforment les objectifs que doivent remplir les joueurs pour gagner, et donc les stratégies qu'ils vont mettre en place pour y parvenir. Ces variables sont notamment exploitées lors des parties scénarisées, mais aussi lors d'entraînements pour les compétitions, puisqu'elles permettent aux joueurs de travailler des aspects spécifiques de leur jeu. Les options qui peuvent être modifiées sont énumérées si dessous :
| Variables              | Partie standard |
| Type de Jeu            | 2 équipes       |
| Durée d'une partie     | 20 minutes      |
| Nombre de vies         | infini          |
| Nombre de tirs         | infini          |
| Temps de désactivation | 3 secondes      |
| Capteurs Épaules       | on              |
| Capteurs Laser         | on              |

Le temps de désactivation correspond au nombre de secondes au cours desquelles un joueur ne peut ni tirer, ni être touché, après qu'il a été touché. Une fois ce temps écoulé, le pack se réactive automatiquement et le joueur peut de nouveau tirer, toucher et être touché.

## Les Parties Scénarisées
De nombreux centres Laser Quest organisent pour diverses occasions des parties scénarisées. Ces types de jeux différents font intervenir d'autres enjeux que lors d'une partie standard (vies limitées ou tirs limités par exemple). Voici quelques-uns des scénarios-types les plus répandus (bien qu'il existe une infinité de possibles) : 
- Le Highlander : Les joueurs ont des vies limitées et leur objectif est d'être le dernier survivant de la partie.
- La Battle Royale : Le but du jeu est aussi d'être le dernier survivant, mais les différents joueurs partent avec des gilets qui ont chacun au hasard différents atouts et différentes faiblesses : plus ou moins de vies, de tirs, et pour certains, des capteurs insensibles.
- Le Dracula : Les joueurs possèdent tous un même nombre de vies limitées, et ne peuvent pas tirer. Ils doivent échapper au "Dracula", un joueur pouvant leur tirer dessus et leur faire perdre des vies. Lorsqu'il perd toutes ses vies, un joueur est alors "contaminé", et peut lui aussi tirer sur les autres joueurs. L'objectif est d'être le dernier joueur non contaminé. Se joue généralement dans le noir complet.
- La Prise de Zone : Les joueurs sont répartis en 2 équipes et ont tous des vies limitées. Une première équipe est chargée de défendre une zone, dont elle ne peut pas sortir. L'autre équipe a pour but de prendre cette zone en un temps limité, en éliminant tous les défenseurs. Les joueurs attaquants peuvent pénétrer dans la zone si et seulement si leur gilet est activé (s'ils se font toucher, ils doivent en sortir). La victoire revient à l'équipe qui parvient à éliminer tous les joueurs de l'équipe adverse, ou, si le temps est écoulé et qu'il reste des joueurs dans chaque équipe, elle revient à l'équipe en défense.
- Le VIP : Les joueurs sont répartis en 2 équipes, et ont tous des vies limitées. Dans chaque équipe, un joueur est désigné VIP, et a un nombre de vies beaucoup plus restreint que les autres joueurs. Le but est, pour chaque équipe, de défendre son VIP et d'éliminer le VIP adverse afin de remporter la victoire.

## Les Compétitions
Des tournois de Laser Quest sont organisés en France, en Angleterre, aux États-Unis, au Canada et aux Pays-Bas. Les tournois nationaux et internationaux se déroulent toujours sur un week-end entier, tandis que les tournois de moindre envergure ne se déroulent parfois que sur une journée ou une demi-journée. Lors d'un tournoi, les équipes s'affrontent sur des phases qualificatives avant de procéder à des phases finales. Les équipes comportent 6 ou 7 joueurs. Un tournoi peut se dérouler soit en Double Quest, soit en Triple Quest, en fonction du nombre d'équipes présentes. Lors d'un tournoi en Double Quest, deux équipes s'affrontent sur chaque match. Les matchs comportent tous 2 manches de 7 minutes chacune, avec échange de packs entre les deux manches. Lors d'un tournoi en Triple Quest, 3 équipes s'affrontent à la fois sur chaque match. Les matchs ne comportent qu'une seule manche de 7 minutes en phases qualificatives, et en comportent 3, de 7 minutes chacune, en phases finales, avec échanges de packs entre chaque manche. Lorsqu'un joueur prend une touche en compétition, il n'est désactivé que pour 3 secondes. Un règlement strict est appliqué lors des compétitions pour prévenir d'éventuelles tricheries. Des marshalls (arbitres) sont présents lors de chaque match afin d'assurer le respect de celui-ci. 
En France, on distingue notamment les tournois suivants :
- Le TF (Tournoi France), est le tournoi national qui a lieu une fois par an en France.
- L'ELC (European LaserQuest Championship), est le championnat d'Europe qui a lieu chaque année, alternativement en France, en Angleterre, et aux Pays-Bas. En 2019, l'ELC s'est déroulé en Angleterre, dans la ville de Woking et a été remporté par une équipe française.
- Le WLC (World LaserQuest Championship), est le championnat mondial qui a lieu tous les deux ans, alternativement en Europe et en Amérique du Nord. En 2007, un groupe de Français a fait le voyage au Canada pour le WLC organisé à Mississauga, un joueur français originaire de Cannes (Evilman) a par ailleurs terminé 3e joueur mondial et meilleur joueur français.
- Les Opens sont des tournois de moindre envergure qui proposent parfois des variantes aux formats traditionnels des tournois : tournois solos, en duo, en trio, en Quadriple Quest...

Dans l'Hexagone, c'est l'association LQ France qui supervise l'organisation des compétitions.